# إشاعة المعلوماتية

تشير المعلوماتية (بالإنجليزية: Informatization) إلى المدى الذي تصبح به منطقة جغرافية أو اقتصاد أو مجتمع قائم على المعلومات، أي الزيادة في حجم القوى العاملة المعلوماتية. استخدام هذا المصطلح مستوحى من فئات مارك بورات لعصور الحضارة الإنسانية: العصر الزراعي، والعصر الصناعي، وعصر المعلومات (1978). إن المعلوماتية في عصر المعلومات هي نفس ما كان عليه التصنيع في العصر الصناعي. وقد ذكر أن:
لقد أدى العصر الزراعي إلى الزراعة في الكوكب. لقد تسبب العصر الصناعي، من بين أمور أخرى، في تصنيع الزراعة. لقد أدى عصر المعلومات إلى معلوماتية الصناعة الزراعية.
تم استخدام هذا المصطلح في الغالب في سياق التنمية الوطنية. يعرّف إيفريت روجرز المعلوماتية بأنها العملية التي يتم من خلالها استخدام تقنيات الاتصالات الجديدة كوسيلة لتعزيز التنمية حيث تصبح الأمة أكثر فأكثر مجتمع معلومات. ومع ذلك، فقد حذر بعض المراقبين، مثل ألكسندر فلور (1986)، من التأثير السلبي للمعلوماتية على المجتمعات التقليدية.
في الآونة الأخيرة، تم تسليط الضوء على البعد الحتمية التكنولوجية في مجال المعلوماتية. يعرّف راندي كلوفر من جامعة تكساس إيه آند إم المعلوماتية بأنها العملية التي من خلالها تعمل تكنولوجيا المعلومات، مثل شبكة الويب العالمية وغيرها من تقنيات الاتصالات، على تحويل العلاقات الاقتصادية والاجتماعية إلى الحد الذي يؤدي إلى تقليل الحواجز الثقافية والاقتصادية إلى الحد الأدنى. يقوم كلوفر بتوسيع المفهوم ليشمل المجالات المدنية والثقافية. وهو يعتقد أنها عملية تشكل من خلالها تكنولوجيات المعلومات والاتصالات الخطاب الثقافي والمدني.
وتصف جي وانغ نفس الظاهرة (1994) التي تسميها "المعلوماتية" بأنها "عملية" تغيير تتميز بـ (أ) استخدام المعلوماتية وتكنولوجيا المعلومات (تقنيات المعلومات) إلى الحد الذي تصبح فيه القوى المهيمنة في القيادة التنمية الاقتصادية والسياسية والاجتماعية والثقافية؛ و(ب) نمو غير مسبوق في سرعة وكمية وشعبية إنتاج المعلومات وتوزيعها.

## التأثير الاجتماعي
للمعلوماتية العديد من العواقب البعيدة المدى في المجتمع. ويلاحظ كيم (2004) أن هذه تشمل تداعيات في الاقتصاد والسياسة وغيرها من جوانب الحياة الحديثة. ففي المجال الاقتصادي، على سبيل المثال، يُنظر إلى المعلومات كمورد محوري للتنمية، لتحل محل مركزية العمل ورأس المال خلال العصر الصناعي. وفي الساحة السياسية، هناك فرص متزايدة للديمقراطية التشاركية مع ظهور تكنولوجيا المعلومات والاتصالات التي توفر سهولة الوصول إلى المعلومات حول القضايا الاجتماعية والسياسية المتنوعة.

## في النظم الاقتصادية
أدى التصنيع إلى دفع تحول النظام الاقتصادي من العصر الزراعي إلى الاقتصادات الحديثة، وبالتالي قادت المعلوماتية العصر الصناعي إلى اقتصاد غني بالمعلومات. على عكس العصور الزراعية والصناعية حيث يشير الاقتصاد إلى تحسين الموارد النادرة، يتعامل عصر المعلومات مع تعظيم الموارد الوفيرة. كتب ألكسندر فلور (2008) أن المعلوماتية تؤدي إلى ظهور اقتصادات ومجتمعات قائمة على المعلومات حيث تصبح المعلومات بطبيعة الحال سلعة أو موردًا مهيمنًا. لقد لعب تراكم المعرفة واستخدامها بكفاءة دورًا مركزيًا في تحول الاقتصاد (ليندن 2004).

## العولمة
على مر السنين، أدت العولمة والمعلوماتية إلى "إعادة تعريف الصناعات والسياسة والثقافات، وربما القواعد الأساسية للنظام الاجتماعي" (فريدمان 1999). وعلى الرغم من أنها تفسر ظواهر مختلفة، إلا أن وظائفها الاجتماعية والسياسية والاقتصادية والثقافية تتداخل بشكل ملحوظ. "على الرغم من أن العولمة تشير في نهاية المطاف إلى تكامل المؤسسات الاقتصادية، فإن الكثير من هذا التكامل يحدث من خلال قنوات التكنولوجيا. وعلى الرغم من أن التجارة الدولية ليست ظاهرة جديدة، فإن ظهور تكنولوجيات الاتصالات أدى إلى تسريع وتيرة التجارة ونطاقها".
1. سيكون للعولمة والمعلوماتية تأثير كبير على النتائج الثقافية والاجتماعية للمجتمع.
2. "العولمة والمعلوماتية من المرجح أن تقلل من مفهوم الوطنية كمؤسسة سياسية".[9] يرى فريدمان (1999) أنه مع تراجع أهمية الدول القومية، فإن الشركات متعددة الجنسيات والمنظمات غير الحكومية و"الأفراد ذوي القوة العظمى" مثل جورج سوروس يكتسبون النفوذ والأهمية. ومع اكتساب هذه المنظمات والمؤسسات غير السياسية أهمية، هناك تحديات لا مفر منها للعمليات السياسية والاقتصادية والثقافية.[7]
3. ومن ناحية أخرى، تتيح العولمة والمعلوماتية التدفق الفعال للمعلومات. وبالتالي، يتم تمكين الأفراد والمجتمعات بشكل كبير للمشاركة في الساحة الدولية للموارد الاقتصادية والسياسية والثقافية.
4. "هناك انتشار للمعلومات حول أنماط الحياة والأديان والقضايا الثقافية. وتسمح شبكات الاتصالات والكمبيوتر أيضًا بنشاط عالمي غير مسبوق. إن إضفاء الطابع الديمقراطي على المعلومات يزيد من إمكانية الوئام الدولي، على الرغم من أنه لا يضمن ذلك بأي حال من الأحوال".[8]
5. تؤثر هاتان القوتان التوأم بشكل كبير على "قرون من التقاليد، والاستقلال المحلي، والسلامة الثقافية".
6. "أخيرًا، أحد التأثيرات الأكثر تدميراً لقوى العولمة والمعلوماتية هو خلق صراع خبيث بين النظام الاقتصادي العالمي الجديد والمصالح المحلية، أو حتى القبلية".[8]

## قياس
اقترح كيم (2004) قياس المعلوماتية في بلد ما باستخدام مقياس مركب يتكون من المتغيرات الخارجية التالية: التعليم، والإنفاق على البحث والتطوير، والقطاع الزراعي، والملكية الفكرية. ويربط كيم أيضًا زيادة الديمقراطية كدليل على المعلوماتية الاجتماعية. ومن المفترض أن يأخذ في الاعتبار المقاربات الثلاثة لتصور المعلوماتية وهي الاقتصادية والتكنولوجية والمخزونية. ويمكن قياس كل منها باستخدام البيانات الاقتصادية (مثل الناتج المحلي الإجمالي)، وبيانات تكنولوجيا المعلومات والاتصالات (مثل عدد أجهزة الكمبيوتر لكل عدد السكان)، وكمية المعلومات (مثل عدد المجلات التكنولوجية المنشورة) على التوالي.
ويشبه هذا المقياس المركب متغيرات منهجية تقييم المعرفة للبنك الدولي والتي تتجمع في: الأداء العام للاقتصاد، والحوافز الاقتصادية والنظام المؤسسي، ونظام الابتكار، والتعليم والموارد البشرية، وتكنولوجيا المعلومات والاتصالات.

### صعوبات في القياس
يعد قياس مستوى المعلوماتية مجالًا مستمرًا للتنمية. ومن بين هذه القضايا غموض تعريف "المعلومات" وما إذا كان هذا الكيان قابلاً للقياس الكمي على النقيض من المنتجات الملموسة للتصنيع.
استكشف تايلور وزانغ (2007) القضايا الكامنة وراء القيود المفروضة على النماذج النظرية الحالية من حيث قياس الآثار الإيجابية لمشاريع تكنولوجيا المعلومات والاتصالات، وقدموا انتقادات لمؤشرات المعلومات المستخدمة لقياس وتبرير مشاريع المعلوماتية.

## القوانين الوطنية
تعترف الدول بأن المعلوماتية مهمة للتنمية الوطنية. أنشأت بعض الولايات قوانين تنفذ أو تنظم المعلوماتية.
في روسيا، أصدر مجلس الدوما القانون الاتحادي بشأن المعلومات والمعلوماتية وحماية المعلومات في 25 يناير 1995. وقد وقع عليه الرئيس بوريس يلتسين ليصبح قانونًا في 20 فبراير 1995.
كان لدى أذربيجان قانون بشأن المعلومات والمعلوماتية وحماية المعلومات في عام 1998.

## أنظر أيضًا
- فجوة إلكترونية
- عصر المعلومات
- ثورة المعلومات
- مجتمع المعلومات
- اقتصاد المعرفة